# Bubopsis agrionoides
Bubopsis agrionoides — вид сітчастокрилих комах родини аскалафових (Ascalaphidae).

## Поширення
Середземноморський вид. В Європі трапляється в Португалії, Іспанії, на півдні Франції та на Сицилії.